# 斯特奇 (加利福尼亞州)
斯特奇（英語：Stege）是位於美國加利福尼亞州康特拉科斯塔縣的一個非建制地區。該地的面積和人口皆未知。

## 地理
斯特奇的座標為37°55′00″N 122°19′38″W / 37.91667°N 122.32722°W，而該地的平均海拔高度為7米（即23英尺）。